# Фаза на Луната
Фазите на Луната са цикличните промени във видимата форма на Луната. Те са следствие от това, че тя заема различни положения спрямо осветяващото я Слънце и Земята. Интервалът между две последователни еднакви фази е 29,5 денонощия и се нарича синодичен период.
Поради приливната сила околоосното въртене на Луната е синхронизирано с орбиталното ѝ движение около Земята и следователно Луната е обърната към Земята винаги с една и съща страна. Тази видима страна се осветява различно, в зависимост от местоположението на Луната в орбита. Оттук, осветената част на тази страна може да варира от 0% (новолуние) до 100% (пълнолуние). Лунният терминатор представлява границата между осветената и тъмната част.
Всяка от четирите междинни лунни фази има продължителност от около 7,4 дни, но периодът варира слабо, поради елиптичната форма на лунната орбита. Освен някои кратери близо до лунните полюси, всички части на Луната имат около 14,77 светли денонощия, следвани от 14,77 тъмни денонощия.

## Лунни фази
Четири от фазите са достатъчно ясно различими, за да имат имена.
- Новолуние – Луната е обърната с тъмната си страна към Земята и обикновено не може да бъде видяна, тъй като се намира между Земята и Слънцето. Изключение е случая при слънчево затъмнение, когато Луната засенчва Слънцето.
- Първа четвърт – дясната половина от лунната повърхност е осветена.
- Пълнолуние – Когато Земята е между Луната и Слънцето. Целият лунен диск е видим, освен при лунно затъмнение.
- Трета (последна) четвърт – лявата половина от лунната повърхност е осветена.

Опростено графично представяне на лунните фази чрез емоджита:
- 🌑 = новолуние
- 🌒 = изгряващ полумесец
- 🌓 = първа четвърт
- 🌔 = растяща луна (наближаваща пълнолуние, млада луна)
- 🌕 = пълнолуние
- 🌖 = намаляваща луна (преминала пълнолуние, стара луна)
- 🌗 = трета (последна) четвърт
- 🌘 = залязващ полумесец

Когато Луната е тънък сърп, останалата ѝ част съвсем леко се откроява на фона на черното небе. Тази т.нар. „пепелна светлина“ е забелязана от Леонардо да Винчи и се дължи на това, че тъмната част на Луната се осветява от отразената от Земята слънчева светлина.
Системата Земя-Луна-Слънце

Луната се осветява от Слънцето по своя път около Земята.
Последователно изменение на видимата Луна на небето при наблюдение от Северното полукълбо на Земята:

Последователно изменение на видимата Луна на небето при наблюдение от Южното полукълбо на Земята:

Последователно изменение на видимата Луна на небето при наблюдение от екватора при издигането ѝ::